# Puente de las Damas

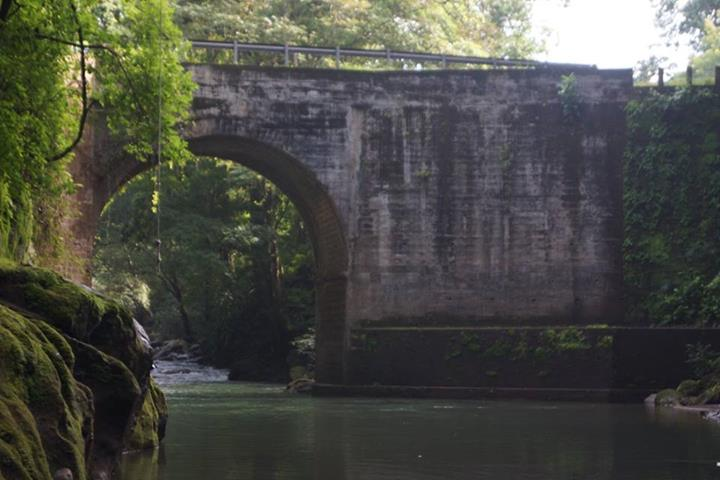
Puente de las Damas sobre el río Jesús María.

El Puente de las Damas es un puente de Costa Rica, construido en piedra, y que data de la primera mitad del siglo XIX. Se halla ubicado sobre el río Jesús María, en la antigua carretera nacional al puerto de Puntarenas. Es Monumento Nacional.
El puente debe su nombre a que su construcción fue financiada con el aporte dado en suscripción pública por numerosas mujeres de las principales poblaciones de Costa Rica, como parte del esfuerzo nacional por construir una carretera entre San José y Puntarenas para la exportación de café. Las principales contribuyentes fueron las señoras Dolores Oreamuno, viuda del Jefe de Estado Manuel Fernández Chacón; su cuñada Gerónima Fernández Chacón, viuda del gran cafetalero Mariano Montealegre Bustamante, y sus hijas, y Magdalena del Castillo Villagra, esposa del político y empresario Gregorio Escalante Nava.
Fuente: Periódico Mentor Costarricense, San José, 15 de junio de 1844.
- Datos: Q6091532